# Hermann von Lüninck
Hermann Joseph Anton Maria Freiherr von Lüninck (* 3. Mai 1893 in Ostwig; † 16. Mai 1975 in Engelskirchen) war ein deutscher Verwaltungsjurist und Agrarfunktionär.

## Leben und Beruf
Von Lüninck entstammte dem alten niederrheinischen Adelsgeschlecht von Lüninck. Sein Bruder war der Oberpräsident der Provinz Westfalen, Ferdinand Freiherr von Lüninck. Nach bestandenem juristischem Staatsexamen und anschließender Teilnahme am Ersten Weltkrieg war von Lüninck von 1920 bis 1922 als Hilfsarbeiter im preußischen Handelsministerium tätig. Von 1923 bis 1925 war er stellvertretender Generalsekretär der rheinischen Bauernvereine und wurde 1925 zum Präsidenten der politisch einflussreichen Rheinischen Landwirtschaftskammer gewählt.
Im selben Jahr heiratete er Ferdinandine Bertha Gräfin von und zu Westerholt und Gysenberg (1897–1945). Aus der Ehe gingen sieben Kinder hervor.
1929 übernahm er neben dem Amt des Präsidenten der Rheinischen Landwirtschaftskammer zusätzlich das Amt des geschäftsführenden Vorsitzenden des Rheinischen Landbundes und 1930 das des Vorsitzenden des Verbandes Rheinischer Landwirtschaftlicher Genossenschaften.
Von Lüninck war als Mitglied der DNVP und einflussreicher Funktionär beim Reichslandbund in den frühen 1930er Jahren mehrfach als Reichsernährungsminister einer rechtskonservativen Reichsregierung vorgesehen.
Am 3. Juni 1932 setzte er sich in einem Schreiben an den Staatssekretär Otto Meissner dafür ein, die Regierungsgewalt an die NSDAP zu übertragen. Die Unterzeichnung der Industrielleneingabe lehnte er dagegen ab.
1933 trat er in die NSDAP ein und gab seine agrarpolitischen Funktionen auf, als er vom preußischen Ministerpräsidenten Hermann Göring als personelles Zugeständnis an den deutschnationalen Koalitionspartner zum Oberpräsidenten der Rheinprovinz ernannt wurde. Nach ständigen Querelen mit den lokalen nationalsozialistischen Führern, wurde er 1935 durch den Essener NSDAP-Gauleiter Josef Terboven abgelöst. Bis 1937 blieb er noch einflussloses Mitglied des preußischen Staatsrates.
Im Schattenkabinett Beck/Goerdeler war von Lüninck für den Fall eines gelungenen Staatsstreiches nach dem Attentat vom 20. Juli 1944 als potentieller Ernährungsminister eingeplant worden. Nach dem Scheitern des Attentats wurde er während eines Besuchs bei seinem in Untersuchungshaft befindlichen Bruder Ferdinand verhaftet. Ein Prozess gegen ihn kam jedoch nicht mehr zustande. Von Lüninck wurde am 22. April 1945 aus dem Zellengefängnis Lehrter Straße entlassen.
Nach 1945 war er bis zu seinem Tod Vorsitzender des Garde-Schützen-Bundes, einer Vereinigung ehemaliger Angehöriger des preußischen Garde-Schützen-Bataillons.
Er trat auf der Landesliste Nordrhein-Westfalen der DKP-DRP erfolglos zur Bundestagswahl 1949 an.
Hermann von Lüninck starb am 16. Mai 1975 auf der Burg Alsbach am Rande von Engelskirchen im Bergischen Land.

## Werke
- Für Wahrheit, Freiheit u. Recht! Auswahl von Vorträgen und Denkschriften, 1973.